# Werner Karl Ludwig Ziegler

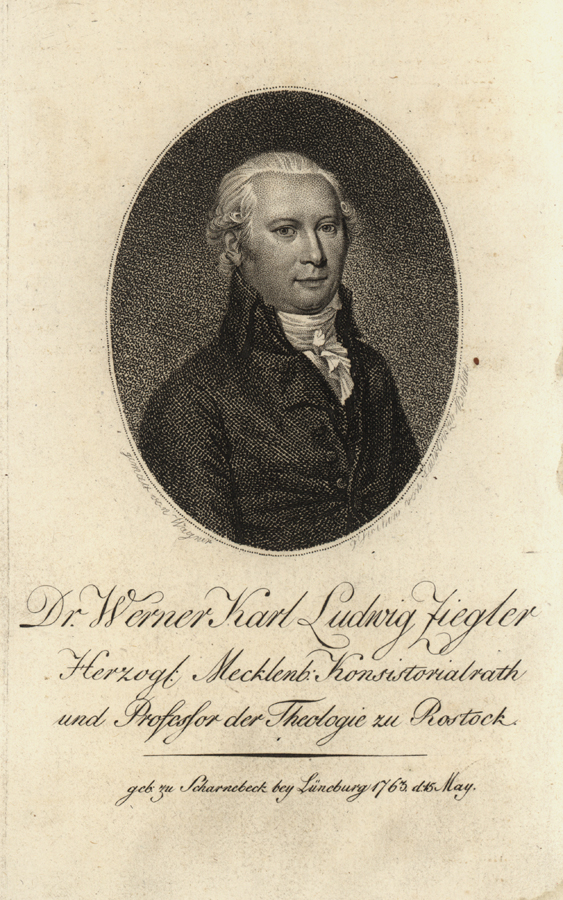
Werner Karl Ludwig Ziegler (nach 1805)

Werner Karl Ludwig Ziegler (* 15. Mai 1763 in Scharnebeck; † 24. April 1809 in Rostock) war ein deutscher lutherischer Theologe und Hochschullehrer.

## Leben
Ziegler studierte ab 1784 Philologie und Theologie an der Universität Göttingen und wurde dort 1788 Magister und 1791 ao. Professor. Er erhielt 1792 den Ruf an die Universität Rostock und wurde dort 1792 als designierter ordentlicher Professor zum Dr. theol. promoviert. Als Dr. theol. immatrikulierte er sich sodann in Rostock und wurde herzoglicher ordentlicher Zweiter Professor der Theologie als Nachfolger von Johann Kaspar Velthusen. 1804 wurde er nach dem Fortgang des nach Würzburg berufenen Christian David Anton Martini Erster Professor und 1805 auch Konsistorialrat in Rostock. Seine Konstitution war durch einen Unfall mit einer Kutsche angegriffen und machte häufigere Kuren erforderlich. Er blieb daher bis zu seinem Tod in Rostock und lehnte Rufe an andere Universitäten ab.
Ziegler stand dem Kreis der Berliner Aufklärung um Friedrich Nicolai nahe; mehrere Beiträge von ihm erschienen in Nicolais Allgemeiner deutschen Bibliothek.